# Phymatostetha stalii
Phymatostetha stalii är en insektsart som beskrevs av Butler 1874. Phymatostetha stalii ingår i släktet Phymatostetha och familjen spottstritar. Inga underarter finns listade i Catalogue of Life.